# Новогрудське воєводство (Велике князівство Литовське)
Новогру́дське воєводство (лат. Palatinatus Novogrodensis, пол. Województwo nowogródzkie) — адміністративно-територіальна одиниця в складі Великого князівства Литовського в 1507-1795 роках (від 1569 року в складі Речі Посполитої як провінція); створене у 1507 р. з частини Троцького воєводства. Центр — місто Новогрудок.

## Історія
Це воєводство було утворене в 1507 році на місці Новогрудського намісництва. Під час адміністративно-територіальної реформи 1565—1566 років у воєводстві були утворені три повіти —
- Новогрудський (25 870 км²),
- Вовковиський (4810 км²) та
- Слонімський (6240 км²)[4].

У Новогрудський повіт як окрема адміністративна одиниця входило Слуцьке князівство, перетворене в 1791 році в Случерецький повіт, який увійшов у 1793 р. в Мінську губернію Російської імперії. У Новогрудському воєводстві був утворений Столовичський повіт, а Вовковиський повіт відійшов до Гродненського воєводства.
Наприкінці XVI століття Новогрудська земля отримала до герба зображення Архангела Михаїла: На кольоровому малюнку з привілею 1595 року Архангел Михаїл одягнений в чорне, поле герба червоне.
Воєводство межувало з Берестейським воєводством на півдні, Троцьким на північному заході, Віленським на півночі та Мінським на сході. Воєводство посилало шість депутатів на Сейм Речі Посполитої. Воєводство мало сенаторів: воєвода і каштелян. Сеймики повітові обирали двох депутатів до Сейму та двох депутатів до Трибуналу Великого князівства Литовського. У ньому були три повітові старости: в Новогрудку (належало воєводі), Слонімі й Вовковиську. Економія Новогрудка й Слоніма належала великому князеві Литовському.
У 1793 р. під час другого поділу Речі Посполитої більша частина воєводства була приєднана до Російської імперії. Остаточно воєводство було приєднано до Росії після третього поділу Речі Посполитої в 1795 році, його територія увійшла в Слонімську губернію.

## Воєводи
- 1507—1508: Іван Глинський
- 1509: Альбрехт Гаштольд
- 1509—1530: Ян Заберезинський
- 1530—1542: Станіслав Гаштольд
- 1542—1544: Григорій Остик
- 1544—1549: Олександр Ходкевич
- 1551: Олександр Полубинський
- 1551—1558: Іван Горностай
- 1558—1579: Павло Сапіга
- 1579—1589: Миколай Радзивіл
- 1590—1618: Федір Тишкевич
- 1618—1638: Миколай Кшиштоф Сапега
- 1638—1642: Олександр Слушка
- 1642: Сигізмунд Кароль Радзивілл
- 1643—1646: Томаш Сапега
- 1646—1650: Єжи Хрептович

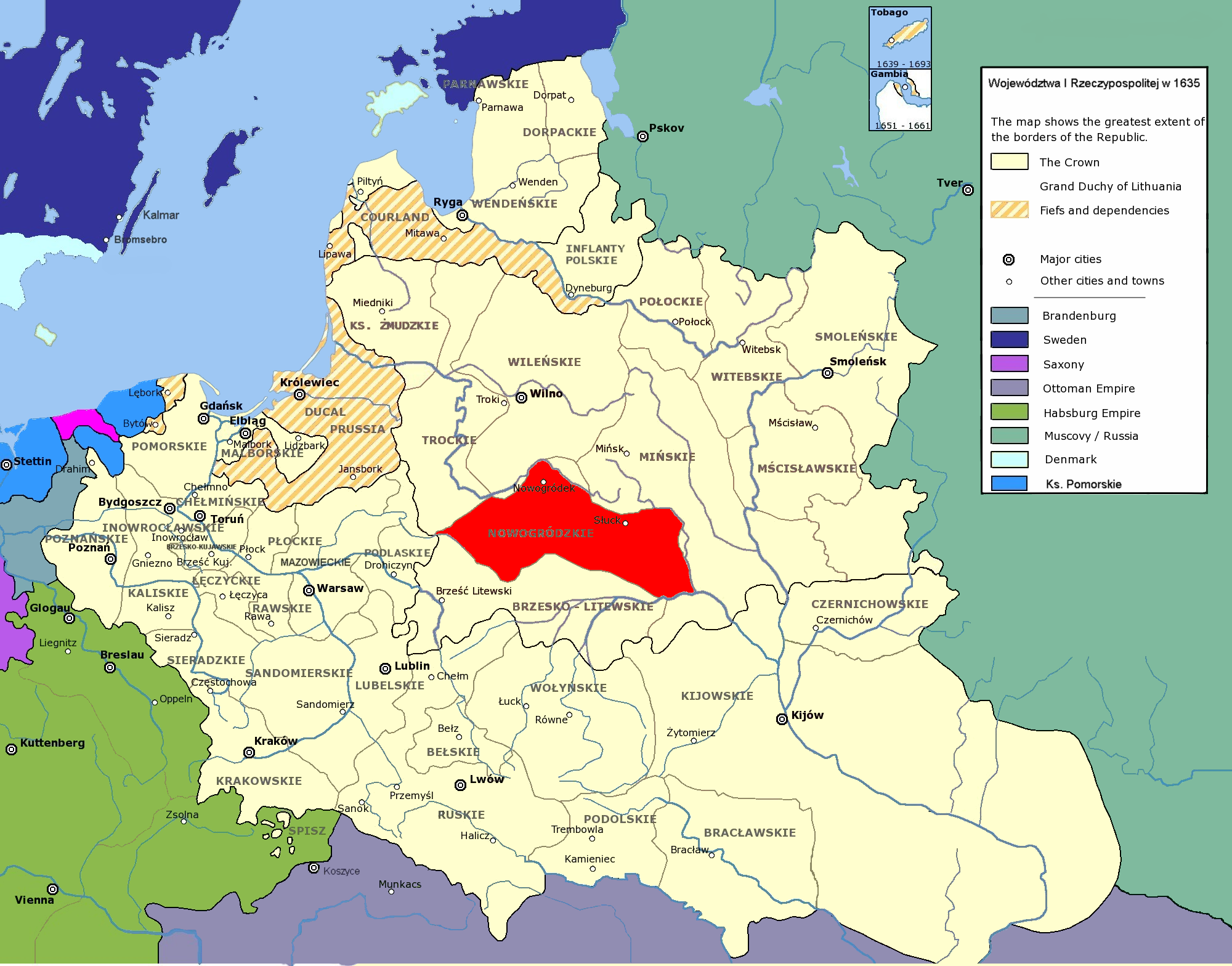
Новогрудське воєводство на мапі I Речі Посполитої (1569—1795), польською

- 1650—1653: Миколай Кшиштоф Халецький
- 1653—1658: Петро Казимир Вежевич
- 1658—1670: Кшиштоф Володкович
- 1670: Ян Керсновський
- 1670—1687: Дмитро Полубинський
- 1689: Богуслав Олександр Унєховський
- 1689—1709: Стефан Тизенгауз
- 1709—1729: Ян Миколай Радзивілл
- 1729—1746: Миколай Фаустин Радзивілл
- 1746—1754: Єжи Радзивіл
- 1755—1773: Юзеф Олександр Яблоновський
- 1773—1795: Юзеф Неселовський